# 一般性存款
一般性存款，是一个中华人民共和国金融术语，特指企业事业单位、机关、团体和个人存入建设银行暂时闲置不用的货币资金。
一般包括企业存款、储蓄存款、信托存款和单位部门委托贷款基金结余四部分。和其对应的是财政性存款。